# Diogo Mónica

Diogo Mónica é um empreendedor e engenheiro português-americano, cofundador da Anchorage Digital, uma plataforma de gestão de criptomoedas e ativos digitais com sede nos Estados Unidos. Antes de fundar a Anchorage Digital, liderou a área de cibersegurança em empresas como a Square e a Docker. 

## Infância e educação
Diogo Mónica nasceu no estado norte-americano da Califórnia, mas foi criado maioritariamente em Portugal. O seu pai foi capitão na Marinha Portuguesa. Mónica frequentou o Instituto Superior Técnico (IST) no Taguspark, onde tirou uma licenciatura em Engenharia de Telecomunicações e Informática e mestrado em Engenharia de Redes de Comunicações. Mais recentemente, fez o seu Doutoramento em Ciência Computacional.

## Carreira
Enquanto frequentava a universidade, Mónica apresentou um artigo científico numa conferência nos Estados Unidos, que lhe valeu  duas ofertas de emprego da Google e Facebook. Decidiu, no entanto, aceitar uma oportunidade para trabalhar  numa startup de plataforma de pagamentos, a Square (agora Block), como  responsável pela área de cibersegurança. Enquanto trabalhava na Square, Mónica identificou um problema com um serviço de reservas online, o OpenTable, que deixava os utilizadores criarem bots para reservarem mesa, assim que as mesmas ficavam disponíveis. Ao mesmo tempo, desenvolveu também um código que permitia a outros utilizadores fazer o mesmo e publicou o código e as suas descobertas no seu blogue epónimo.
Em 2015, Mónica deixou a Square para ficar  responsável pela área de segurança da empresa de software, Docker. Durante o seu tempo na Square e na Docker, também foi membro do Instituto dos Engenheiros Eletricistas e Eletrónicos, presidindo o Comité de Visibilidade Pública do instituto por algum tempo. Em Novembro de 2017, cofundou a Anchorage Digital, uma plataforma de gestao de ativos digitais, com Nathan McCauley, que conheceu enquanto trabalhava na Square. Mónica é atualmente o presidente da Anchorage, o primeiro banco de criptomoedas aprovado a nível federal nos Estados Unidos e que foi avaliado em mais de 3 mil milhões de dólares em 2021.